# Beatrix Potter
Beatrix Potter (1866. július 28. – 1943. december 22.) angol író, illusztrátor, természettudós és természetvédő. Saját kezűleg illusztrált gyermekkönyvei révén vált híressé. Meséiben a brit tájat, a vidéki életet mutatja be. A könyvek főhősei állatok, közülük is a leghíresebb karakter Nyúl Péter (más fordításban Péter Nyuszi), aki a Nyúl Péter kalandjai (The Tale of Peter Rabbit) című könyvben jelent meg először a nyilvánosság előtt. Az írónő mélyrehatóan foglalkozott mikológiával (gombatannal) és idősebb korában juhtenyésztéssel is. A Herdwick birkák tenyésztésében jelentős eredményeket ért el.

## Élete
Beatrix Potter angol unitárius családban nevelkedett Manchester környékén. Nagyapja, Edmund Potter nyomdatulajdonos volt, apja, Rupert William Potter (1832–1914) pedig ügyvédnek tanult. Édesanyja, Helen Leech (1839–1932) pamutkereskedő és hajógyáros családból származott. Beatrix szülei 1863. augusztus 8-án házasodtak össze. Néhány évvel később, 1866-ban megszületett a lányuk, Beatrix, 1872-ben pedig az öccse, Walter Bertram Potter. Rupert Potter részvényekbe fektette a család pénzét, így az 1880-as évekre jelentős vagyonra tettek szert.
Beatrixot több nevelőnő is tanította. Az egyikük, Annie Moore javasolta a későbbi írónőnek, hogy illusztrált leveleit mesekönyvbe foglalja. Beatrix felnőttként is jó kapcsolatot ápolt Annie Moore-ral, az ő gyermekeinek írta ezeket a leveleket. Beatrix és a testvére sok apró állatot tartottak, sündisznókat, denevéreket, nyulakat, egereket, lepkéket és rovarokat. Tanulmányozták és lerajzolták az állatokat. Beatrix gyakran beszélgetett is velük. Kétségkívül ez a tapasztalat is hozzájárult a későbbi munkáihoz.
Inspirálóan hatott a leendő írónőre a vidéki környezet is. Gyermekkorában gyakran nyaraltak testvérével Skóciában, Dalguise-ben, majd később Lancashire-ben. A gyerekek nagy szabadságot élveztek, bebarangolhatták a festői vidéket, és felfedezhették a természetet.
Tizennégy évesen, 1881-ben kezdett naplót írni, mint sok korabeli lány. A feljegyzéseit egyszerű betűmegfeleltetéses titkosírással írta, amelyet Leslie Linder fejtett meg 1958-ban. Lejegyezte a körülötte történő dolgokat, reflektált művészi alkotásokra és művészekre, megjegyzéseket fűzött a társadalmi viszonyokhoz. A naplóból nem kapunk képet Beatrix személyes problémáiról, de segít megérteni az akkori társadalmat. Emellett a fiatal lány érett gondolkodását és művészet iránti érdeklődését is tükrözi. Az utolsó bejegyzés 1897-ből származik. A naplót nem csak az aprólékos kézírás töltötte meg, hanem bőven helyt kaptak benne Beatrix vázlatos rajzai is.
Beatrix szülei nem küldték lányukat egyetemre, ez természetes volt akkoriban. Ehelyett otthon taníttatták. Beatrix nagy érdeklődéssel merült bele a természettudomány különböző ágazataiba. Érdekelte a csillagászat, a rovartan, a növénytan, de lelkesen tanulmányozta a régészeti leleteket, és fosszíliákat is gyűjtött. Eközben természetesen mindent lerajzolt, így születtek korai, természettudománnyal kapcsolatos rajzai. Az 1890-es években a mikológia állt tudományos érdeklődésének középpontjában. Érdekelték a gombák, és szerette lefesteni őket. 1892 nyarán találkozott Charles McIntosh-sal, a neves természettudóssal és mikológussal. McIntosh segített Beatrixnek pontosítani a rajzait, taxonómiát tanított neki. Télen pedig élő gombapéldányokkal látta el. Beatrix Potter tanulmányozta a gombákat és a mikroszkopikus gombafonalakat kezdte rajzolni. Hamarosan arra az elhatározásra jutott, hogy megjelenteti a gombákkal kapcsolatos észrevételeit, de nőként, mindenféle felsőfokú végzettség híján erre nem sok esélye volt. Kénytelen volt letenni a tervéről.

## Írói és művészi karrierje
Nem csak a vidéki környezet és a háziállatok voltak hatással Beatrix Potter művészi és írói stílusára. Fantáziavilágát tündérek, tündérmesék és fantasztikum szőtte át. Nagy hatással voltak rá gyermekkora olvasmányai, regények, mesék: a klasszikus nyugat-európai mesevilág, az Ótestamentum, John Bunyan A zarándok útja című műve, Harriet Beecher Stowe Tamás bátya kunyhója, Aiszóposz, a Grimm testvérek és Andersen meséi, Charles Kingsley The Water Babies című könyve, a német romantikusok, Shakespeare, Walter Scott, Edward Lear Nonszensz könyve (Book of Nonsense) ezen belül is A bagoly és a macska története (The Owl and the Pussycat) és Lewis Carroll Alice csodaországban című könyve. A család kedvence azonban Joel Chandler Harris Brer Nyúl (Br'er Rabbit) történetei voltak. Beatrix később tanulmányozta és illusztrálta is ezeket.
A kezdetekben hagyományos történeteket rajzolt meg, úgymint Hamupipőke, Csipkerózsika, Ali Baba és a negyven rabló, Csizmás kandúr, és Piroska és a farkas. De a legtöbb rajzon saját állatkáit szerepeltette, egereket, nyulakat, cicákat és tengerimalacokat.
Hogy egy kis pénzt keressenek, az 1890-es években testvérével egyedi képeslapok készítésébe fogtak. A lapokon többnyire egerek és nyulak kaptak helyet. 1890-ben Hildesheimer és Faulkner cége megvásárolt néhány rajzot Nyúl Benjáminról, hogy Frederic Weatherly A Happy Pair című művét illusztrálják vele. 1893-ban a nyomda újabb rajzokat vásárolt az említett költő Our Dear Relations című verseskönyvéhez. A következő évben Beatrix Potter sikeresen eladott egy békákból álló sorozatot a Changing Pictures nevű népszerű évkönyvnek. Elégedett volt a sikereivel, és elhatározta, hogy kiadatja a saját illusztrált történeteit.
Skóciai vakációjáról mindig vázlatosan illusztrált leveleket küldött gyermek ismerőseinek, köztük a már említett Annie Carter Moore gyermekeinek is. Annie legidősebb fia, Noel sokat betegeskedett. Beatrix több levelet is írt a gyermeknek. 1893 szeptemberében, amikor kifogyott a mondanivalóból, egy kis történetet írt Noelnek. Ez a történet négy nyusziról szólt, Tapsiról, Fülesről, Pamacsról és Péterről. 1900-ban átírta a négy nyúlról szóló történetet, és egy kis könyvet készített belőle. Miután nem talált kiadót a könyvnek, 1901-ben saját maga adta ki családjának és barátainak. Bár a könyv borítóját színes kép díszítette, az illusztrációk még fekete-fehérek voltak. A könyv sikerének hírére a Frederick Warne & Co. nyomdaipari cég, bár elsőre elutasította, végül mégis elfogadta a nyuszis könyvet. A cég egyik neves gyermekkönyv illusztrátorának, L. Leslie Brooke-nak tanácsára a fekete-fehér képeket Beatrix Potter kiszínezte, és 1902. október 2-án napvilágot látott a Nyúl Péter kalandjai (The Tale of Peter Rabbit) első kiadása. A könyv hatalmas sikert aratott, így hamarosan Bikkmakk Mókus kalandjait (The Tale of Squirrel Nutkin) is kiadták, majd ezt a The Tailor of Gloucester követte.
A szerkesztőjével, Norman Warne-nel együtt dolgozva Beatrix Potter évente három kis könyvet adott ki. Egészen az első világháború végéig folytatta a könyvek írását, amikor is vásárolt egy farmot, és ennek művelése kötötte le az energiáit.
Nemcsak rajzok készültek Nyúl Péterről, hanem sok más tárgy is. Beatrix Potter jó üzletasszony lévén nemcsak Nyúl Péter babákat, hanem kifestőket, társasjátékokat, posztereket, bébitakarókat és még teáskészletet is tervezett a népszerű sorozat alakjaiból.

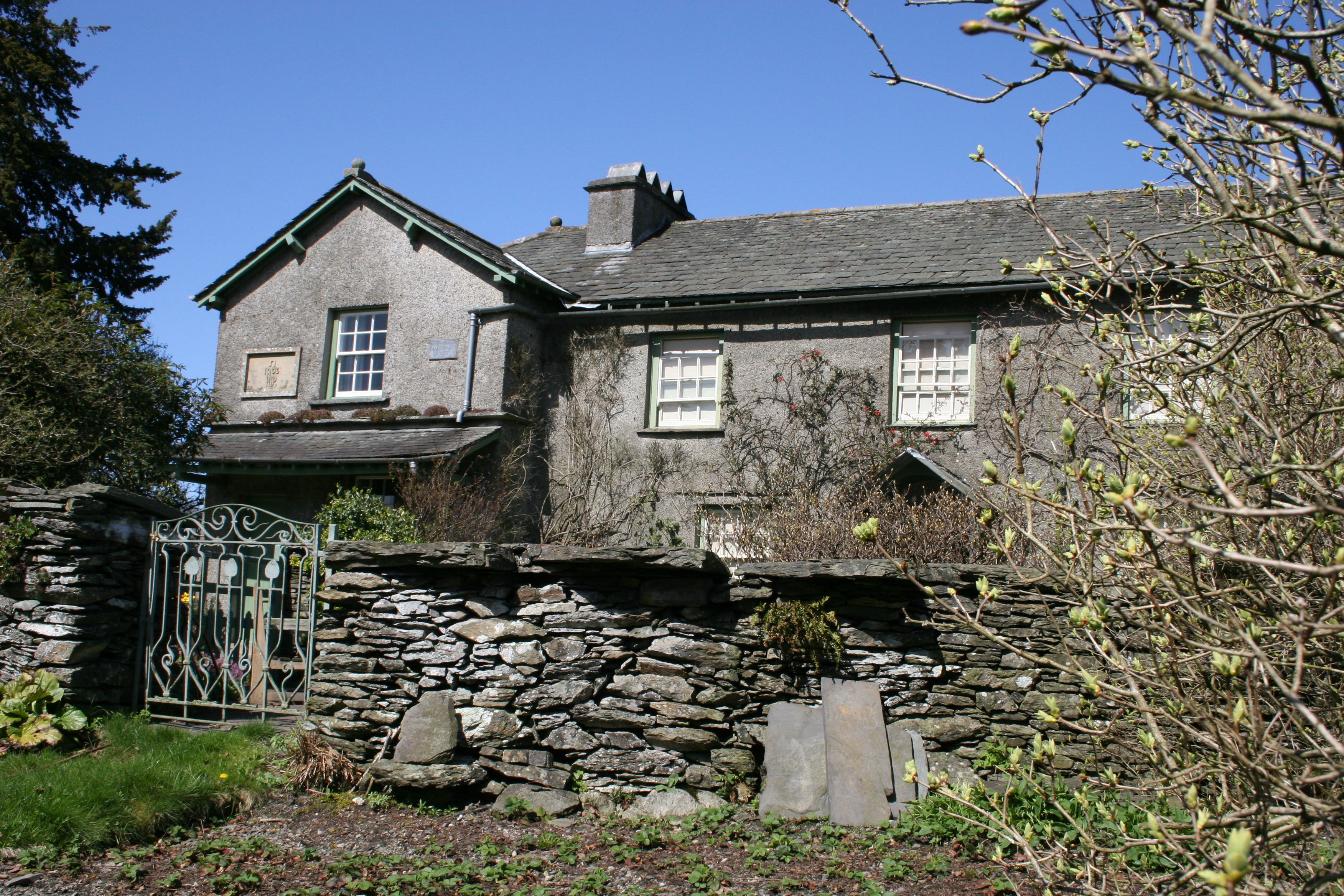
Hill Top Farm

1905-ben Norman Warne eljegyezte a népszerű írónőt, amit Beatrix családja ellenzett, mivel Norman csupán egy üzletember volt. A jegyesség nem tartott sokáig, egy hónapra rá a vőlegény leukémiában elhunyt. Ugyanebben az évben Potter megvásárolta a Hill Top Farmot, és gazdálkodásba kezdett. Megtanulta az állattartás technikáit, majd egy újabb farmot vásárolt, és juhtenyésztésbe fogott. Vidéken ismerkedett meg William Heelis-szel, aki 1912-ben megkérte Beatrix kezét, és egy éven belül meg is tartották az esküvőt. Ezután az írónő élete a családi boldogságról és a farmgazdálkodásról szólt. Ezt tükrözik az ekkor született történetei is, mint például Tomi Cica kalandjai (The Tale of Tom Kitten) és Kacsa Jolán kalandjai (The Tale of Jemima Puddle-Duck). Harminc évig élt boldog házasságban férjével, mikor 1943-ban tüdőgyulladásban és szívelégtelenségben elhunyt, férje pedig tizennyolc hónap múlva követte őt.

## Magyarul megjelent művei
- Nyúl Péter és barátai. Beatrix Potter tíz meséje; ford. Szentmiklósi Tamás, Eri–G&A, Bp., 1997
- Péter Nyuszi kalandja; ford. Szabó Ervin; JLX, Bp., 2000
- Nyúl Péter és barátai (foglalkoztató füzet). General Press Kiadó. 2005
- Nyúl Péter kalandjai. General Press Kiadó. 2007. Fordította: Szabó T. Anna (The Tale of Peter Rabbit, 1902)
- Bikkmakk Mókus kalandjai. General Press Kiadó. 2007. Fordította: Szabó T. Anna (The Tale of Squirrel Nutkin, 1903)
- Nyuszi Benjámin kalandjai. General Press Kiadó. 2007. Fordította: Szabó T. Anna (The Tale of Benjamin Bunny, 1904)
- Kacsa Jolán kalandjai. General Press Kiadó. 2007. Fordította: Szabó T. Anna (The Tale of Jemima Puddle-Duck, 1908)
- Karácsony Nyúl Péterrel. Feladatok, rejtvények, játékok, receptek; Beatrix Potter alapján, ford. Szalay Zsuzsanna; General Press, Bp., 2007
- Hová bújtak Nyúl Péter barátai?; General Press, Bp., 2007
- Nyúl Péter kalandjai. Térbeli mesekönyv; ford. Szabó T. Anna; General Press, Bp., 2008
- Nyúl Péter és barátai. Foglalkoztató füzet. Kifestővel, keresztrejtvénnyel és kártyajátékkal; Beatrix Potter alapján, ford. Szalay Zsuzsanna; General Press, Bp., 2008
- Nyúl Péter kifestője. General Press Kiadó. 2008. (Peter Rabbit's Painting Book 1911)
- Tapsifülesék kalandjai. General Press Kiadó. 2008. Fordította: Szabó T. Anna (The Tale of the Flopsy Bunnies, 1909)
- Pecás Jeremiás kalandjai. General Press Kiadó. 2008. Fordította: Szabó T. Anna (The Tale of Mr. Jeremy Fisher, 1906)
- Péter Nyuszi kalandja (Cyndy Szekeres rajzaival). JLX Kiadó. 2009. (The Tale of Peter Rabbit, 1902)
- Tomi Cica kalandjai. General Press Kiadó. 2009. Fordította: Szabó T. Anna (The Tale of Tom Kitten, 1907)
- Egérke asszony kalandjai. General Press Kiadó. 2009. Fordította: Szabó T. Anna (The Tale of Mrs. Tittlemouse, 1910)
- Tüskés néni kalandjai. General Press Kiadó. 2010. Fordította: Szabó T. Anna (The Tale of Mrs. Tiggy-Winkle, 1905)
- Janó, a városi egér kalandjai. General Press Kiadó. 2011. Fordította: Szabó T. Anna (The Tale of Johnny Town-Mouse, 1918)
- Tipptopp Tomi kalandjai. General Press Kiadó. 2012. Fordította: Szabó T. Anna (The Tale of Timmy Tiptoes, 1911)
- A két rossz kisegér kalandjai. General Press Kiadó. 2012. Fordította: Szabó T. Anna (The Tale of Two Bad Mice, 1904)
- Nyúl Péter és barátai. Beatrix Potter összes meséje; ford. Szabó T. Anna, Dragomán György; Manó Könyvek, Bp., 2020
- Nyúl Péter adventi kalendáriuma; ford. Szabó T. Anna; Manó Könyvek, Bp., 2021

## Angolul megjelent munkái

### A 23 mesekönyv
- The Tale of Peter Rabbit] (1902)
- The Tale of Squirrel Nutkin] (1903)
- The Tailor of Gloucester] (1903)
- The Tale of Benjamin Bunny] (1904)
- The Tale of Two Bad Mice] (1904)
- The Tale of Mrs. Tiggy-Winkle] (1905)
- The Tale of the Pie and the Patty-Pan] (1905)
- The Tale of Mr. Jeremy Fisher] (1906)
- The Story of A Fierce Bad Rabbit] (1906)
- The Story of Miss Moppet] (1906)
- The Tale of Tom Kitten] (1907)
- The Tale of Jemima Puddle-Duck] (1908)
- The Tale of Samuel Whiskers or, The Roly-Poly Pudding] (1908)
- The Tale of the Flopsy Bunnies] (1909)
- The Tale of Ginger and Pickles] (1909)
- The Tale of Mrs. Tittlemouse] (1910)
- The Tale of Timmy Tiptoes] (1911)
- The Tale of Mr. Tod] (1912)
- The Tale of Pigling Bland] (1913)
- Appley Dapply's Nursery Rhymes] (1917)
- The Tale of Johnny Town-Mouse] (1918)
- Cecily Parsley's Nursery Rhymes] (1922)
- The Tale of Little Pig Robinson] (1930)

### Más könyvek
- Peter Rabbit's Painting Book (1911)
- Tom Kitten's Painting Book (1917)
- Jemima Puddle-Duck's Painting Book (1925)
- Peter Rabbit's Almanac for 1929 (1928)
- The Fairy Caravan (1929)
- Sister Anne (illustrated by Katharine Sturges) (1932)
- Wag-by-Wall (decorations by J. J. Lankes) (1944)
- The Tale of the Faithful Dove (illustrated by Marie Angel) (1955, 1970)
- The Sly Old Cat (written 1906; first published 1971)
- The Tale of Tuppenny (illustrated by Marie Angel) (1973)

## Megjelenése a médiában
- 2006-ban Miss Potter címmel film készült róla, magyar szinkronnal 2007. június 7-én mutatták be a tévében. Rendezte: Chris Noonan – Írta: Richard Maltby Jr. – Szereplők: Renée Zellweger, Ewan McGregor, Emily Watson.